# Charlie White
Charlie White est un patineur artistique américain né le 24 octobre 1987 à Dearborn, dans le Michigan aux États-Unis. Sa partenaire en danse sur glace est Meryl Davis.
Avec Davis, il est médaillé d'argent aux Jeux Olympiques de 2010, médaillé de bronze (compétition par équipes) et médaillé d'or aux Jeux Olympiques de 2014, double champion du monde (2011 et 2013), triple champion des Quatre continents (2009, 2011, 2013) et sextuple champion des États-Unis (2009 à 2014).

## Biographie

### Carrière sportive

#### Les débuts
Charlie White commence le patinage à l'âge de cinq ans. Il participe d'abord à la fois aux compétitions de danse sur glace et aux compétitions individuelles, puis décide lors de la saison 2005/2006 de se concentrer uniquement sur la danse sur glace.
Il commence à faire équipe avec Meryl Davis en 1997. Les succès furent quasi instantanés.
Lors de la saison 2000/2001, ils se qualifient pour les championnats des États-Unis de niveau novice et terminent 6e. Lors de la saison suivante, ils remportent la médaille d'argent et passent au niveau junior. Aux championnats des États-Unis 2002 de niveau junior, ils terminent 7e.

#### Niveau junior
Durant la saison 2003/2004, ils remportent les championnats de section ainsi qu'une médaille d'argent aux championnats des États-Unis. À la suite de cette médaille, ils vont aux championnats du monde junior où ils se classent 13e.
Lors de la saison 2004/2005, ils remportent deux médailles de bronze en junior. Leur saison se termine tôt, après que Charlie White se casse la cheville avant les championnats de section. Le couple n'a pas pu se qualifier pour les championnats nationaux de 2005.
En 2005/2006. Ils remportent des médailles à chacune de leurs compétitions sur le circuit du Grand Prix junior et l'argent lors de la finale. Ils mettent également la main sur le titre national junior lors des championnats des États-Unis 2006 et remportent une médaille de bronze aux championnats du monde junior. Après cette saison, Davis/White n'ont plus l'âge requis pour rester au niveau junior.

#### Niveau senior
La saison 2006/2007 marque leur début senior sur la scène nationale et internationale. Sur le circuit du Grand Prix, ils se classent quatrième à chacune de leurs compétitions. Lors de la compétition du Trophée NHK, ils deviennent la première équipe à obtenir des niveaux quatre sur tous leurs éléments. Lors des championnats des États-Unis, ils remportent la médaille de bronze leur permettant d'aller aux championnats du monde. Durant ces championnats, Davis/White se classent 7e.
Lors de la saison 2007/2008, Davis/White se classent 4e à Skate America et remportent leur première médaille au Trophée Éric-Bompard. Ils doivent modifier leur danse libre sur Eleanor Rigby avant les championnats des États-Unis, étant donné la mauvaise réception que le programme a reçu. Ils obtiennent la médaille d'argent ainsi qu'une place aux championnats du monde, où ils terminent 6e.

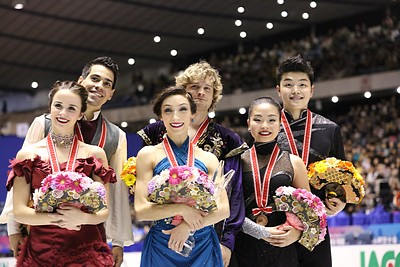
Davis, White, Cappellini, Lanotte, Shibutani et Shibutani avec leurs médailles du Trophée NHK 2013.

En 2008/2009, ils remportent leur première compétition de Grand Prix, Skate Canada. Lors de la Coupe de Russie, ils mettent la main sur le bronze et se qualifient pour la finale. Durant la finale du Grand Prix, ils obtiennent la médaille de bronze. Lors des championnats des États-Unis, les champions en titre Belbin/Agosto ayant déclaré forfait, Davis/White remportent facilement leur premier titre national. Ce sacre est suivi peu de temps après par la médaille d'or aux Quatre Continents, où ils devancent leurs partenaires d'entrainement Tessa Virtue/Scott Moir. Aux Championnats du monde, ils terminent 4e. Ils se classent 3e pour la danse originale et la danse libre, toutefois la danse imposée a permis à Virtue/Moir de les devancer par 0.04 points.
Ils remportent leurs compétitions du Grand Prix lors de la saison 2009/2010, ce qui leur permet de se qualifier pour la Finale. Lors de cette finale, ils remportent la danse originale et sont deuxièmes en danse libre. Au total, ils remportent la compétition devant leurs principaux rivaux Tessa Virtue/Scott Moir. Davis/White deviennent ainsi le premier couple de danseurs sur glace américains à devenir champions de la Finale du Grand Prix. Lors des championnats américains, Davis/White affrontent leurs rivaux sur la scène nationale, Tanith Belbin et Benjamin Agosto. Davis/White sont les meneurs à chaque portion de la compétition et remportent leur deuxième titre national d'affilée.
Lors des Jeux olympiques 2010, Davis/White battent leur record personnel pour une danse libre avec 107,19 points. Ils battent également leur record personnel pour un score total avec 215,74 points. Ils remportent la médaille d'argent derrière leurs principaux rivaux et compagnons d'entraînement, Tessa Virtue/Scott Moir. Cette médaille olympique est suivie, un mois plus tard, par une autre médaille d'argent aux championnats du monde, toujours derrière les canadiens Virtue/Moir.

## Programmes
| Saison  | Danse courte | Danse libre | Programme d'exhibition |
| ------- | --- | --- | --- |

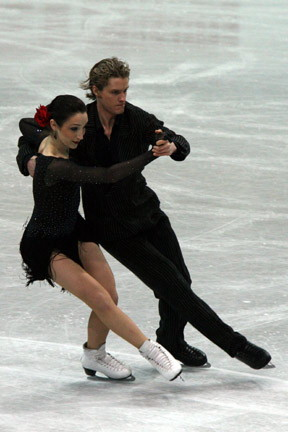
Davis & White aux Championnats du monde 2008

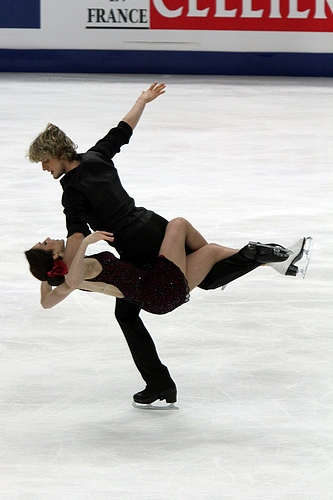
Davis & White aux Championnats du monde 2011

| 2013/14 | - I Could Have Danced All Night - With a Little Bit of Luck - Get Me to the Church on Time du film My Fair Lady par Frederick Loewe                                             | Shéhérazade par Nikolaï Rimski-Korsakov                                                                                                 | Fade Into You par Sam Palladio et Clare Bowen Concerto pour piano no 2 en do mineur op. 18 par Sergueï Rachmaninov                                 |
| 2012/13 | Giselle par Adolphe Adam | Notre-Dame de Paris par Riccardo Cocciante                                                                                              | Fade Into You par Sam Palladio et Clare Bowen Someone Like You par Adele - The Way I Am par Ingrid Michaelson - Rhythm of Love par Plain White T's |
| 2011/12 | - Batucadas par Mitoka Samba - Life is a Carnival - On The Floor par Jennifer Lopez                                                                                             | Die Fledermaus par Johann Strauss II | Someone Like You par Adele |
| 2010/11 | - Waltz: Libiamo ne' lieti calici de l'opéra La traviata par Giuseppe Verdi - Waltz: Quando men vo de l'opéra La Bohème par Giacomo Puccini                                     | - BO du film Le Facteur by Luis Bacalov - Payadora (Forever Tango) par Lisandro Adrover - Recuerdo (Forever Tango) par Lisandro Adrover | - The Way I Am par Ingrid Michaelson - Rhythm of Love par Plain White T's                                                                          |
|         | Danse originale | | |
| 2009/10 | - Kajra Re du film Bunty Aur Babli par Shankar Mahadevan, Ehsaan Noorani et Loy Mendonsa - Silsila Ye Chahat Ka - Dola Re Dola du film Devdas par Ismail Darbar and Nusrat Badr | - Ouverture - Music of the Night - Point of No Return de la comédie musicale Le Fantôme de l'Opéra par Andrew Lloyd Webber              | Billie Jean par Michael Jackson interprété David Cook                                                                                              |
| 2008/09 | - Happy Feet par Jack Yellen et Milton Ager - 20's Piano original composition par Joe Laduke                                                                                    | Samson et Dalila par Camille Saint-Saëns interprété par Filippa Giordano                                                                | Don't Stop Me Now par Queen |
| 2007/08 | "Kalinka" par Ivan Petrovitch Larionov | - Eleanor's Dream - Eleanor Rigby par The Beatles                                                                                       | Beyond the Sea par Bobby Darin interprété par Kevin Spacey                                                                                         |
| 2006/07 | A Los Amigos par Astor Piazzolla | Danses polovtsiennes de l'opéra Le Prince Igor by Alexandre Borodine                                                                    | Beyond the Sea par Bobby Darin interprété par Kevin Spacey                                                                                         |
| 2005/06 | - Ran Kan Kan - En Los Pasos de mi Padre par Tito Puente Bésame mucho par Consuelo Velázquez interprété par Nana Mouskouri                                                      | Sarabande par Handel | |
| 2004/05 | Bésame mucho par Consuelo Velázquez interprété par Nana Mouskouri | Sarabande par Handel | |
| 2003/04 | - "Pennsylvania 6-5000" - "That's All Right" - "This Cat's on a Hot Tin Roof"                                                                                                   | - "Hasta Que te Conoci" - "De Mis Manos" - "Voy a Conquistarte" - "Que Viva la Alegria" par Raúl di Blasio                              | |
| 2002/03 | Die Fledermaus par Johann Strauss II | Le Chocolat par Rachel Portman | |

## Palmarès
Avec sa partenaire Meryl Davis
| Compétition                   | 2004    | 2005    | 2006    | 2007    | 2008    | 2009    | 2010    | 2011    | 2012    | 2013    | 2014    |  |  |  |
| Jeux olympiques d'hiver       |         |         |         |         |         |         | 2e      |         |         |         | 1er     |  |  |  |
| Championnats du monde         |         |         |         | 7e      | 6e      | 4e      | 2e      | 1er     | 2e      | 1er     |         |  |  |  |
| Quatre continents             |         |         |         | 4e      | 2e      | 1er     | F       | 1er     | 2e      | 1er     |         |  |  |  |
| Championnats des États-Unis   |         |         |         | 3e      | 2e      | 1er     | 1er     | 1er     | 1er     | 1er     | 1er     |  |  |  |
| Championnats du monde juniors | 13e     |         | 3e      |         |         |         |         |         |         |         |         |  |  |  |
|                               |         |         |         |         |         |         |         |         |         |         |         |  |  |  |
| Grand Prix ISU                | 2003/04 | 2004/05 | 2005/06 | 2006/07 | 2007/08 | 2008/09 | 2009/10 | 2010/11 | 2011/12 | 2012/13 | 2013/14 |  |  |  |
| Finale du Grand Prix          |         |         |         |         |         | 3e      | 1er     | 1er     | 1er     | 1er     | 1er     |  |  |  |
| Skate America                 |         |         |         |         | 4e      |         |         | 1er     | 1er     | 1er     | 1er     |  |  |  |
| Skate Canada                  |         |         |         | 4e      |         | 1er     |         |         |         |         |         |  |  |  |
| Trophée de France             |         |         |         |         | 3e      |         |         |         |         |         |         |  |  |  |
| Coupe de Russie               |         |         |         |         |         | 3e      | 1er     |         | 1er     |         |         |  |  |  |
| Trophée NHK                   |         |         |         | 4e      |         |         | 1er     | 1er     |         | 1er     | 1er     |  |  |  |
| Légende : F = Forfait         |         |         |         |         |         |         |         |         |         |         |         |  |  |  |